# Isuzu Florian
La Isuzu Florian è un'autovettura prodotta dalla casa automobilistica giapponese Isuzu tra il 1967 e il 1983.

## Descrizione
Durante la sua carriera, la Florian è rimasta sostanzialmente, con soltanto due restyling lingo il suo arco di vita. La Isuzu Florian è stata presentata in versione al salone di Tokyo del 1966. Condivideva il telaio e altre componenti meccaniche con la Isuzu 117 Coupé. Al lancio era disponibile solo con un motore a benzina a quattro litri in linea da 1,6 litri che produceva 84 CV (62 kW) di potenza a 5200 giri/min. Successivamente nel 1977 fu aggiunta una versione da 1,8 litri diesel.